# Naghsh-e-Jahan Stadium
Naghsh-e-Jahan Stadium – wielofunkcyjny stadion w Isfahanie, w Iranie. Został otwarty w 2003 roku. Może pomieścić 75 000 widzów. Swoje spotkania rozgrywają na nim piłkarze klubu Sepahan Isfahan.
Budowa stadionu rozpoczęła się w 1993 roku. Obiekt został otwarty w roku 2003, po ukończeniu pierwszego poziomu trybun, które otaczają arenę ze wszystkich stron. Po niespełna pięciu kolejnych latach przystąpiono do rozbudowy stadionu o drugi poziom trybun wraz z pokrywającym go zadaszeniem. Ponowna inauguracja odbyła się w 2016 roku. Obiekt po rozbudowie może pomieścić 75 000 widzów, co czyni go drugim co do wielkości (po stadionie Azadi) stadionem w Iranie.